# Ministerio de Comercio Exterior (Francia)
El Ministerio de Comercio Exterior de Francia (du Commerce Extérieur) es uno de los ministerios encargados de las relaciones comerciales de Francia con el resto del mundo.